# Guzmania armeniaca
Guzmania armeniaca är en gräsväxtart som beskrevs av Hans Edmund Luther. Guzmania armeniaca ingår i släktet Guzmania och familjen Bromeliaceae. Inga underarter finns listade i Catalogue of Life.